# Ханичевска-Хеннель, Тереза
Тереза Хинчевска-Хеннел или Хынчевская-Хеннель (пол. Teresa Chynczewska-Hennel; род. 27 января 1952, Еленя-Гура) — польский историк, хабилитованный доктор (1995), профессор гуманитарных наук (2009). Сфера научных интересов Хинчевской-Хеннел охватывает проблемы польской и всемирной, в том числе украинской, истории Нового времени.

## Биография
Родилась в г. Еленя-Гура (ныне город Нижнесилезского воеводства, Польша). Научная и преподавательская деятельность Хинчевской-Хеннел связана прежде всего с Белостокским и Варшавским университетами, Институтом истории Польской АН. Преподавала также в Гарвардском университете (США), Национальном университете «Киево-Могилянская академия», Украинском католическом университете в Риме (Италия). Интерес к украинской истории у Хинчевской-Хеннел проявилось ещё в годы учёбы в Варшавском университете, во время посещения семинара профессора Б. Зентари.
В 1982 году под руководством известного польского историка профессора З. Вуйцика защитила докторскую диссертацию, посвященную исследованию сознания украинской шляхты и казачества в раннее Новое время. Несколько лет назад опубликовала монографию «Świadomość narodowa szlachty ukraińskiej i Kozaczyzny od schyłku XVI do połowy XVII wieku» (Warszawa, 1985). Предметом исследования для хабилитационной работы Хинчевской-Хеннел стали проблемы представления Речи Посполитой в источниках иностранного происхождения, появления и бытования стереотипов в этой сфере сознания. Итогом проведенного исследования стала монография «Rzeczpospolita XVII wieku w oczach cudzoziemców» (Wrocław—Warszawa—Kraków, 1993), которая вызвала оживленную дискуссию в среде польских историков, к которой присоединились и такие известные специалисты, как С. Кот и Я. Тазбир.
В последнее время Хинчевска-Хеннел плодотворно работает над исследованием чрезвычайно вместительного документального наследия деятельности нунциев Папы Римского в Речи Посполитой. Результатом обработки архива Ватикана стали подготовленные под её редакцией 2 тома документов, а также 2 монографии, посвященные лице и деятельности посла Папского государства в Польше 1636—1643 М. Филонарди. Источниковедческие поиски в архивах Венеции привели к подготовке публикации Хинчевской-Хеннел важного источника по истории Польши — исторического произведения посланника Венецианской республики до гетмана Богдана Хмельницкого Альберто Вимини да Ченеда. Постоянным является интерес Хинчевской-Хеннел проблематикой Брестской церковной унии 1596 года и межконфессиональных отношений в Речи Посполитой. Отдельные работы посвящены истории Киево-Могилянской академии.